# 亚尔勃斯投影

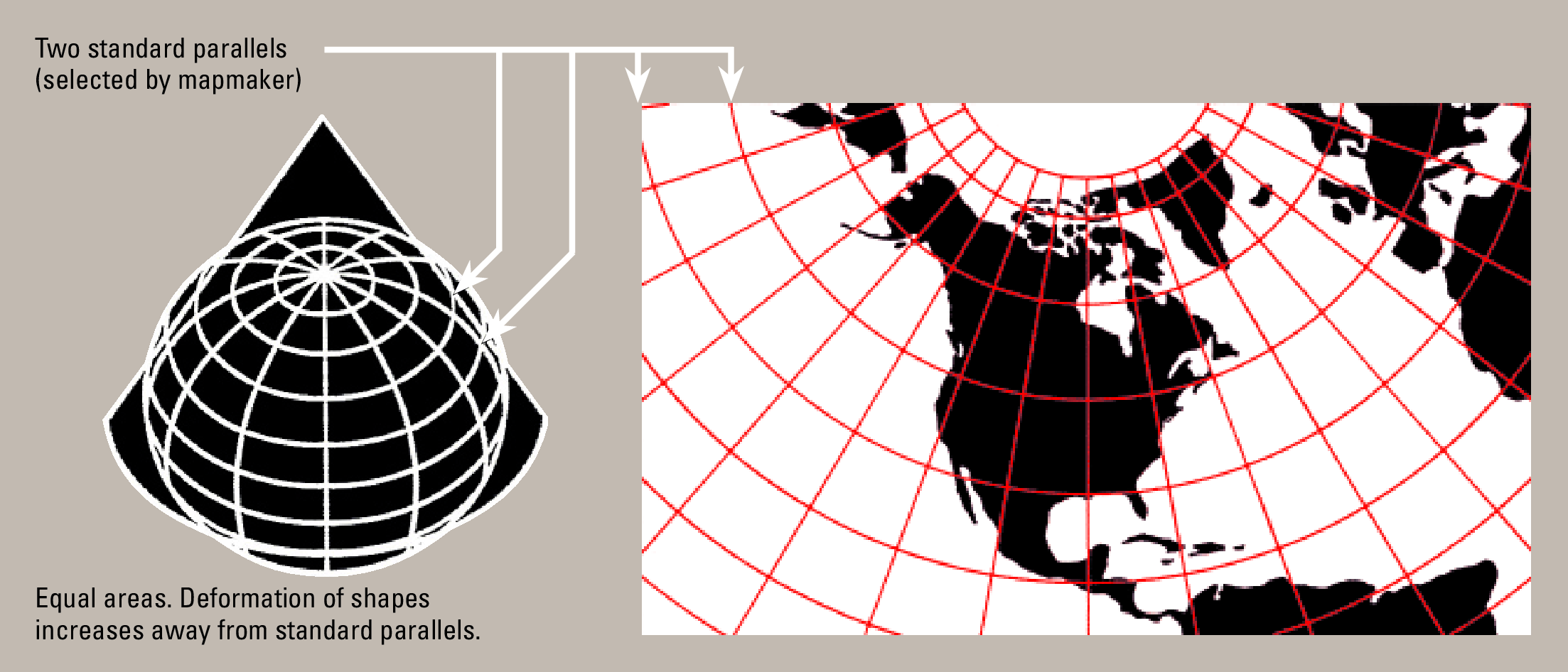
亚尔勃斯投影法

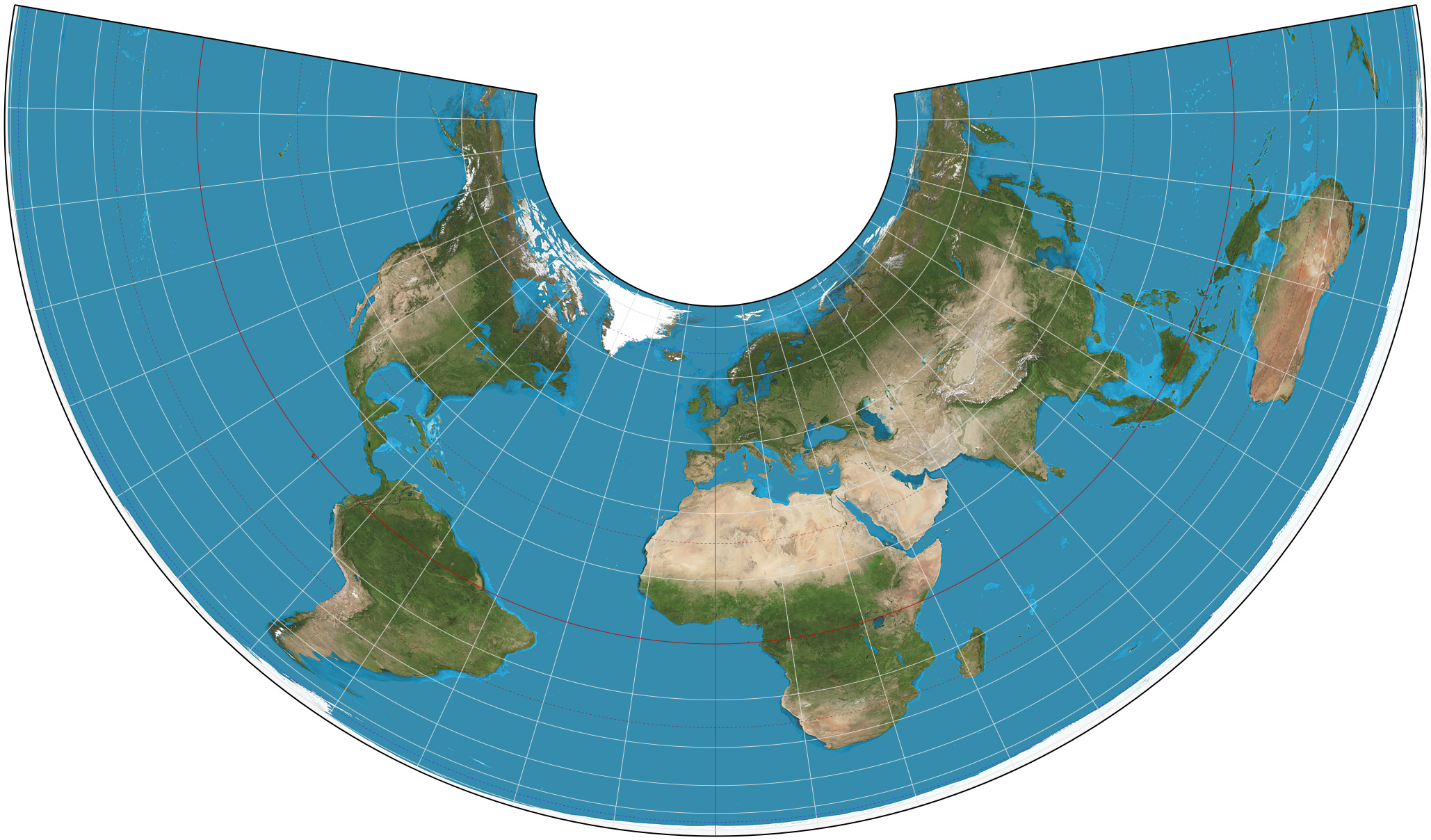
用亚尔勃斯投影法绘制的世界地图

亚尔勃斯投影，又称等积圆锥投影，由德国人亚尔勃斯（Heinrich C. Albers）于1805年提出的一种保持面积不变的正轴等面积割圆锥投影。
在投影时为了保持投影後面积不变，将投影经纬长度相应的比例变化，是目前应用较广的投影方式，其适合东西间距较大的中纬度国家，例如美国、中国。两国都广泛使用此种投影方式。

## 投影参数
- 第一标准纬线：25°00ˊ
- 第二标准纬线：47°00ˊ
- 中央经线： 110°00ˊ
- 坐标起始纬度：0°

1. ↑  . Bill Rankin.   [2009-03-31]. （原始内容存档于2009-04-25）.